# After Caroline
After Caroline ist ein Musikalbum von Jason Steins Trio Locksmith Isidore. Die am 15. und 16. Juli 2017 im Studio Electrical Audio in Chicago entstandenen Aufnahmen erschienen am 18. Mai 2018 auf Northern Spy Records.

## Hintergrund
After Caroline ist die vierte Veröffentlichung von Jason Steins Trio Locksmith Isidore mit dem Bassisten Jason Roebke und dem Schlagzeuger Mike Pride. Auf dem Debütalbum des Trios, A Calculus of Loss (Clean Feed, 2008), spielte noch Kevin Davis am Cello, der dann auf folgenden Alben Three Less Than Between (Clean Feed, 2009) und Three Kinds of Happiness (Not Two Records, 2010) durch Roebke ersetzt wurde. Mit dem Titel des Album erweist Stein seiner Großmutter Caroline seine Referenz, die gerade starb, als dieses Album aufgenommen wurde.

## Titelliste
- Jason Stein’s Locksmith Isidore: After Caroline (Northern Spy NS099)[1]

1. As Many Chances As You Need 4:18
2. Eckhart Park 6:20
3. Ida Like 5:08
4. You Taught Me How To Love 6:04
5. Walden’s Thing 7:03
6. 26-2 (John Coltrane) 4:06
7. Sternum (Jason Roebke, Jason Stein, Mike Pride) 5:24
8. We Gone 4:36

Wenn nicht anders vermerkt, stammen die Kompositionen von Jason Stein.

## Rezeption

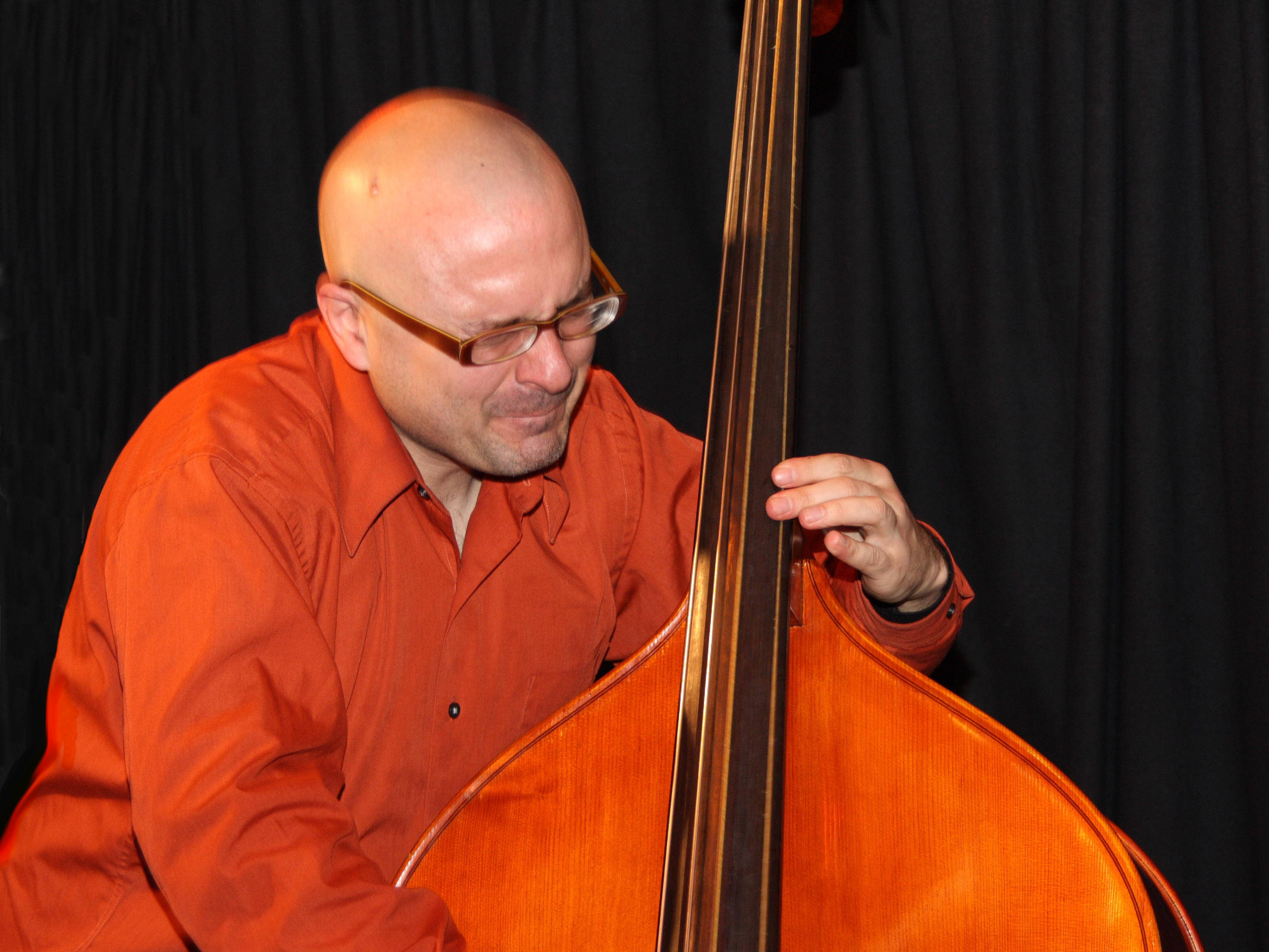
Jason Roebke mit Locksmith Isidore im club W71, Weikersheim 2010

Nach Ansicht von Mark Corroto, der das Album in All About Jazz rezensierte, würde Jason Stein heutzutage eine große Glaubwürdigkeit als Bassklarinettist besitzen, was sein viel bewundertes Trio Locksmith Isidore unter Beweis stelle. Schlagzeuger Mike Pride bringe viel bei dieser Session zum Leuchten, so wie es zuvor Max Roach, Art Taylor und Elvin Jones bei den Auftritten der Trios von Sonny Rollins getan hatten. [Den freien Spielformen] der Sechzigerjahre komme er am nächsten, wenn das Trio John Coltranes „26-2“ spielt. Mehr oder weniger geradlinig dargeboten, zeige Stein hier eine unglaubliche Gewandtheit in seinem Spiel. Der Höhepunkt sei wahrscheinlich „You Taught Me How to Love“, eine einfache (und dennoch perfekte) Ballade, die Stein seiner kürzlich verstorbenen Großmutter gewidmet habe. Nachdem Stein die Melodie vorgetragen hat, spiele Roebke ein Solo über die Besenführung Prides, während das Trio seine Klänge in Schönheit vereine.
Im Verlauf seiner Karriere, die ihn an die Spitze der lebendigen Improvisationsmusikszene Chicagos beförderte, habe Jason Stein für die Bassklarinette das verkörpert, was Steve Lacy für das Sopransaxophon getan hatte, schrieb S. Victor Aaron (Something Else!). Indem er nach vorne blickte, ohne dabei die Tradition aus den Augen zu verlieren, orientierte er sich stets an den Wegen der Jazz-Innovatoren vor ihm, um seinen eigenen Weg zu finden. Und in den letzten zehn Jahren war seine Band Locksmith Isidore sein wichtigstes Vehikel, um neue Wege zu gehen, eine flinke kleine Combo, um sein künstlerisches Anliegen zu skizzieren. Die Rückkehr von Locksmith Isidore [nach längerer Pause] sei eine willkommene Neuigkeit, da Roebke und Pride keine Sekunde zögern, sich Jason Steins herausforderndem Material zu stellen.